# Defensa moderna
La defensa moderna (també coneguda com a defensa Robatsch en honor de Karl Robatsch) és una obertura d'escacs hipermoderna en la qual les negres permeten que el blanc ocupi el centre amb peons a d4 i e4, i després procedeix a atacar i soscavar aquest centre "ideal" sense tractar d'ocupar-lo al seu temps. L'obertura ha estat utilitzada sobretot pels GMs britànics Nigel Davies i Colin McNab.
La moderna està molt relacionada amb la defensa Pirc, tot i que hi ha una diferència principal, que és que en la moderna les negres difereixen el desenvolupament del seu cavall de f6. (Aquest endarreriment de ...Cf6 atacant el peó blanc d'e4 dona a les blanques temps per, de vegades, bloquejar l'alfil de g7 amb c2–c3). Les possibilitats transposicionals entre les dues obertures són moneda corrent. L'Enciclopèdia d'obertures classifica la defensa moderna amb el codi B06, mentre que els codis B07 a B09 es reserven a la Pirc. La desena edició de Modern Chess Openings (1965) agrupa la Pirc i la Robatsch conjuntament.
|  |

## Línies principals
Un ordre de jugades típic per la defensa moderna és 1. e4 g6 2. d4 Ag7, amb les línies principals:
- 3.Cc3 d6 4.f4 c6 5.Cf3 Ag4 (ECO codI B06);
- 3.c4 (ECO codi A40) d6 4.Cc3 Cc6 5.Ae3 e5 6. d5 Ce7 (7.g4 seria contestat amb 7...f5 8.gxf5 gxf5 9.Dh5+ Cg6 10.exf5 Dh4 11.Dxh4 Cxh4 12.Cb5 Rd8).

## El suggeriment de Fischer: 3.h4!?
Bobby Fischer suggerí el moviment 3.h4!? com a intent emprenedor contra 1...g6 2.d4 Ag7, en els seus comentaris en una partida contra Pal Benko. (Fischer jugà 3.Cc3 a la partida). La idea és forçar l'obertura del flanc de rei negre amb h4-h5 seguit de hxg6 (...gxh5 afebliria enormement la cobertura de peons del rei negre) seguit de l'assalt al flanc de rei.

## Respostes inusuals de les blanques
La flexibilitat i la duresa de la defensa moderna ha provocat algunes respostes molt agressives de les blanques, com ara l'atac amb cruesa anomenat Monkey's Bum, la seqüència típica del qual és 1.e4 g6 2.Ac4 Ag7 3.Df3. (Una versió més refinada és el Monkey's Bum diferit, en què les blanques fan Ac4 i Df3 només després d'haver desenvolupat el cavall de rei).
També és possible de plantejar d'altres obertures inusuals a partir de 1.e4 g6. La defensa hipopòtam n'és una. Una altra seria la defensa noruega (també citada de vegades com a defensa del mar del nord) que comença 1.e4 g6 2.d4 Cf6 3.e5 Ch5. (Si les blanques fan 4.g4, les negres retrocedeixen amb 4...Cg7. A 4.Ae2, les negres poden retirar el cavall o jugar de gambit amb 4...d6!?. Si les blanques fan 3.Cc3 en comptes de 3.e5, les negres poden transposar a la defensa Pirc amb 3...d6 o bé continuar de manera poc convencional amb 3...d5!?)

## Partida d'exemple: Kavalek vs. Suttles
A la següent partida, jugada a Niça durant l'Olimpíada d'escacs de 1974, el Gran Mestre canadenc Duncan Suttles, un dels millors defensors de la moderna, venç el Gran Mestre txecoestatunidenc Lubomir Kavalek:
1. e4 g6 2. d4 d6 3. Cf3 Ag7 4. Ae2 Cf6 5. Cc3 (defensa Pirc per transposició) 5... a6 6. a4 0-0 7. 0-0 b6 8. Te1 Ab7 9. Ac4 e6 10. Af4 Cbd7 11. Dd2 b5! (iniciant una profunda combinació; Suttles va remarcar després que Kavalek havia ocupat el centre i desenvolupat les peces de la manera advocada per Fred Reinfeld, però havia quedat pitjor) 12. axb5 axb5 13. Txa8 Dxa8 14. Axb5 Axe4 15. Cxe4 Cxe4 16. Txe4 Dxe4 17. Axd7 Ta8 18. h4 Db7! (a despit del seu avantatge de material, les blanques tenen un greu problema; noteu que el seu alfil de d7 està a gairebé atrapat) 19. d5 e5 20. Ah6 Dxb2 21. h5 Ta1+ 22. Rh2 Db1 23. Axg7 Dh1+ 24. Rg3 Rxg7 25. Bh3 Dc1 26. h6+ Rf6 27. c4 Dxd2 28. Cxd2 Rg5 29. Ce4+ Rxh6 30. Ad7 f5 31. Cf6 Ta7 32. Ab5 g5 33. Cg8+ Rg7 34. Ce7 Rf6 35. Cc6 Ta3+ 36. Rh2 h5 37. Cb8 h4 38. Ca6 g4 39. Cxc7 Ta2 40. Rg1 g3 41. fxg3 hxg3 42. Rf1 e4 0–1